# Aclophoropsis
Aclophoropsis B.A. Marshall, 1983 è un genere di piccoli molluschi gasteropodi marini appartenente alla famiglia Triphoridae.

## Tassonomia
Al genere Aclophoropsis appartengono le seguenti specie:
- Aclophoropsis festiva (A. Adams, 1854)
- Aclophoropsis maculosa (Hedley, 1903)
- Aclophoropsis mcmichaeli (Kosuge, 1962)
- Aclophoropsis univitta (Laseron, 1954)